# Coronelli-Globen

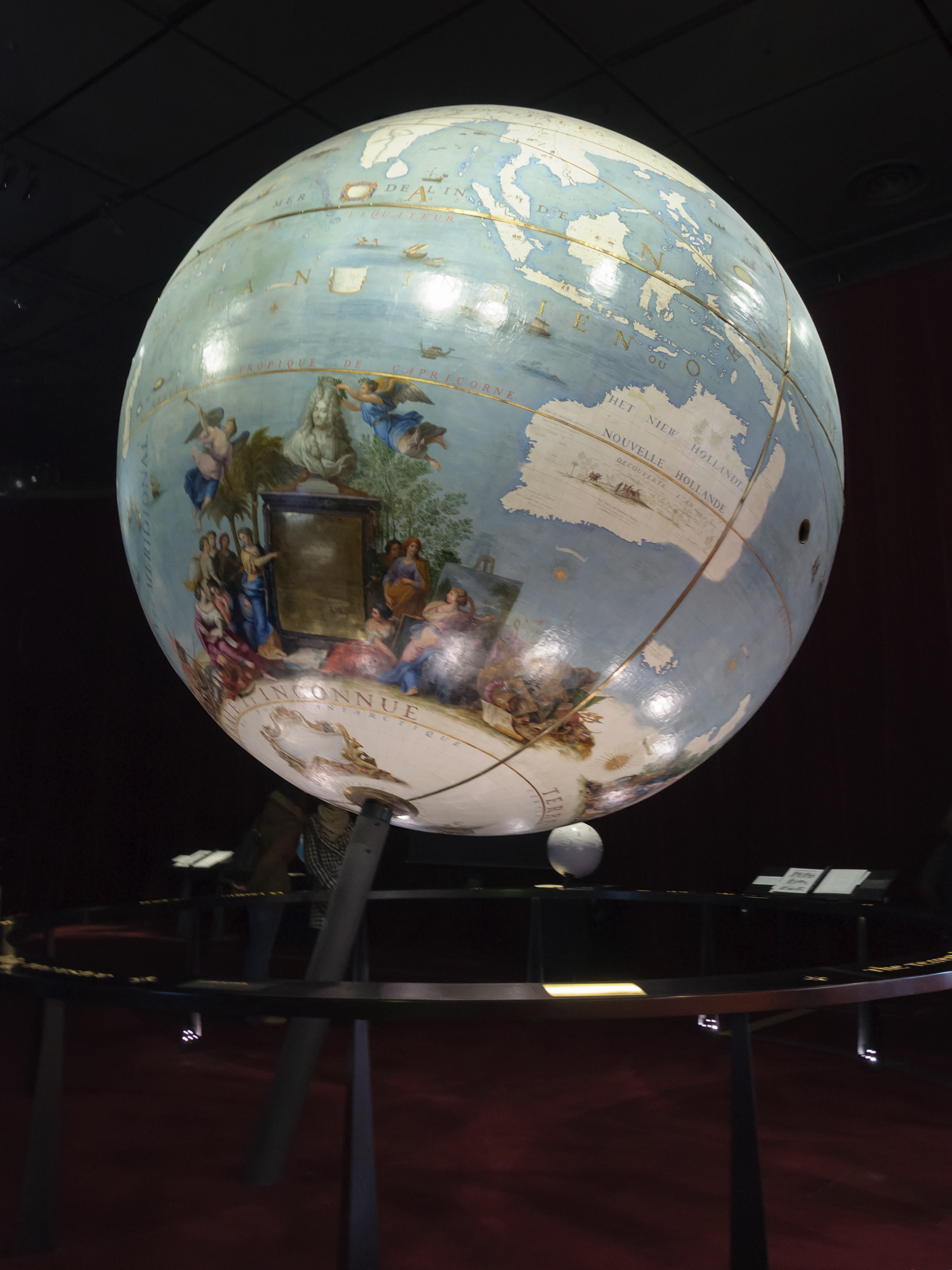
Erdglobus, Bibliothèque nationale de France

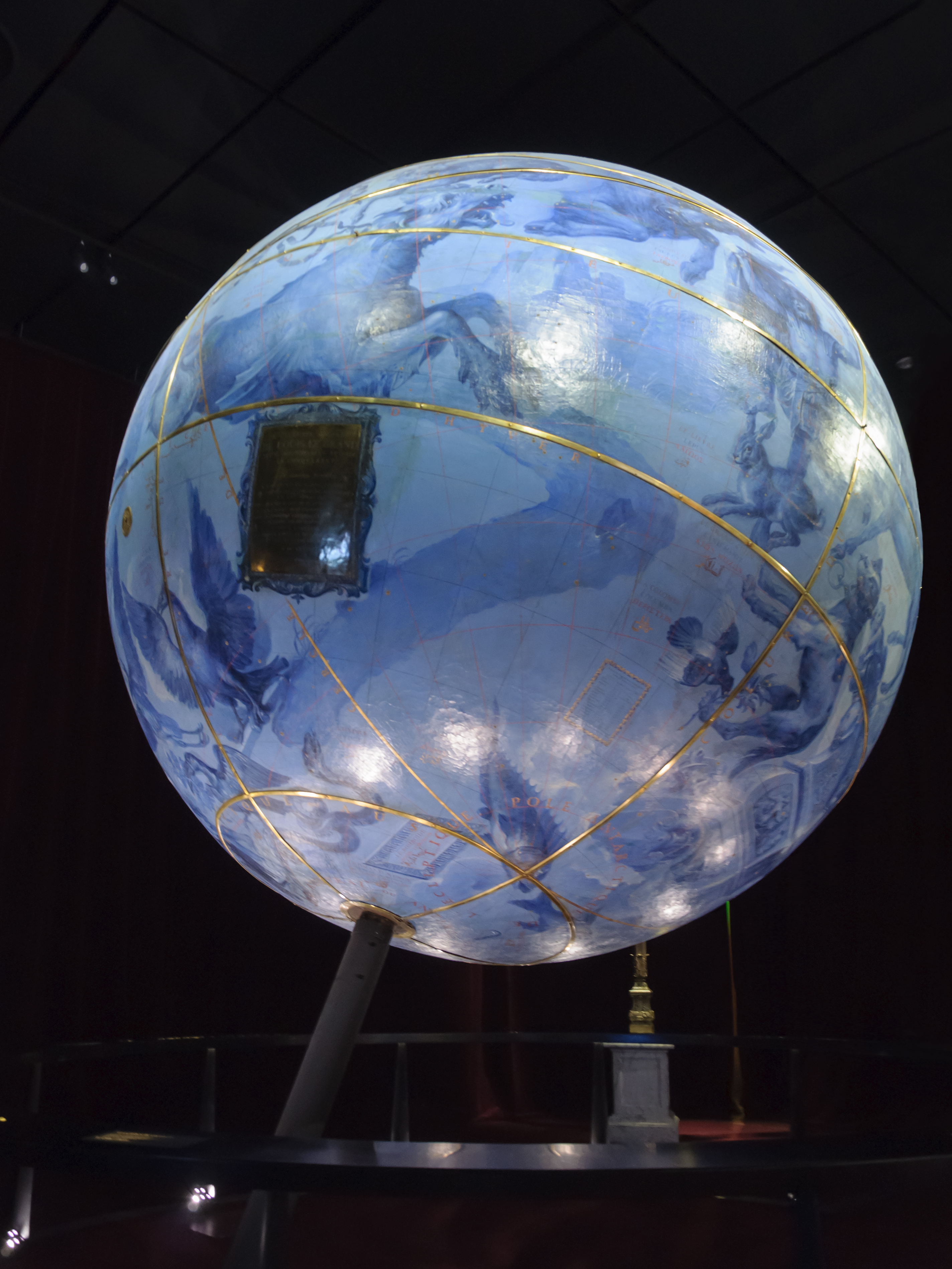
Himmelsglobus, Bibliothèque nationale de France

Die Coronelli-Globen oder Globen von Marly sind zwei Globen (der Erde und des Himmels) von 4 Metern Durchmesser, die am Ende des 17. Jahrhunderts von Vincenzo Coronelli als Geschenk an Ludwig XIV. gebaut wurden. Der Erdglobus zeigt die damals bekannte Welt und das Wissen der Europäer in den Jahren 1670–1680 über die indigene Bevölkerung der drei Kontinente Asien, Afrika und Amerika, während der Himmelsglobus den Stand der Sterne bei der Geburt Ludwig XIV. (1638) zeigt.

## Geschichte
Diese Globen wurden vom Kardinal d’Estrées finanziert, um sie dem König von Frankreich, Ludwig XIV., zu schenken, dessen Botschafter am Heiligen Stuhl er war. Der Kardinal war sehr beeindruckt von den Globen, die der italienische Kartograph Vincenzo Coronelli 1678 für den Herzog von Parma hergestellt hatte. Daher entschied er sich, zwei Globen von großen Ausmaßen für Ludwig XIV. in Auftrag zu geben. Sie wurden von 1681 bis 1683 in Paris hergestellt, wahrscheinlich im Hôtel de Lionne (heute zerstört). Das Ausstellungsmobiliar wurde von dem Franzosen Jules Hardouin-Mansart und dem Briten Michael Butterfield gebaut.
Obwohl sie eigentlich das Schloss Versailles schmücken sollten, blieben sie in Paris, während man auf eine architektonische Lösung für die Präsentation wartete. Eine Ausstellung in der kleinen Orangerie wurde 1690 geplant, aber aufgegeben. Schließlich wurden sie 1703 in Marly-le-Roi aufgestellt, weshalb sie heute auch die „Globen von Marly“ heißen. Im Schloss Marly-le-Roi, wo die Pavillons extra für große Ausstellungsstücke von Jules Hardouin-Mansart gebaut wurden, beeindruckten die Globen die Besucher, auch die britische Königin Anne, die sie am 12. August 1704 bei einem Besuch am Hofe Ludwigs XIV. entdeckte.
Die Globen verließen Marly 1715, um im Pariser Louvre gelagert zu werden. Die Architekten des Gebäudes der königlichen Bibliothek berücksichtigten ihre Maße in der Absicht, sie dort auszustellen. Der Raum war 1731 bereit die Globen aufzunehmen, aber sie wurden bis 1782 nicht ausgestellt. Jacques-François Blondel zeigte sich in seinem Kommentar über den Plan der königlichen Bibliothek, den er 1754 im Architecture françoise veröffentlichte, erstaunt über diese Situation:

„La pièce marquée M fut construite en 1731, pour y placer deux globes (…) mais depuis qu’on les a apportés de Marly, ils sont restés encaissés et ne sont point encore exposés à la vûe des connoisseurs. (…) Sans doute on ne privera pas encore longtemps le public d’une curiosité si peu commune et qui, ayant coûté tant de dépense, mérite bien qu’on en rendre l’accès facile.“

„Das Stück wurde 1731 konstruiert, um dort zwei Globen zu platzieren (…) aber seitdem man sie aus Marly gebracht hat, ruhen sie im Bestand und werden immer noch nicht den Kennern gezeigt. (…) Ohne Zweifel wird man solch eine Kuriosität nicht mehr lange der Öffentlichkeit vorenthalten, die schon soviel gekostet hat, sie hat es verdient, dass man einfach Zugang zu den Globen bekommt.“

Infolge von Umbauten im großen Lesesaal verließen die Globen die Bibliothek 1901. Sie wurden in Versailles eingelagert, wo sie in Vergessenheit gerieten und man sogar die Schlüssel für den Lagerraum verlor.
Der Kartograph Michel Morel fand ihre Spuren zu Beginn der 1970er-Jahre wieder mithilfe von Edmond Pognon, Ehren-Chefkonservator des Département des cartes et plans in der Bibliothèque nationale de France, nach 1976 mithilfe von Monique Pelletier. Morel wandte sich danach an die internationale Vereinigung der Freunde Coronellis, die auf eine Ausstellung der Stücke drängten. Sie wurden restauriert und waren der Anlass der Kartographieausstellung Cartes et Figures de la Terre (Karten und Bilder der Erde) im Centre Georges Pompidou vom 24. Mai bis zum 17. November 1980. Zu diesem Anlass wurden die Globen von der Reserve der französischen Armee (vier Kettenpanzer wurden für dieses Unterfangen benötigt) von der Orangerie in Versailles nach Beaubourg transportiert. Die Restaurierungsarbeiten dauerten 60 Tage, sie begannen in Versailles und zogen sich in Beaubourg fort. Unter der Leitung von Michel Morel nahm man die Verkleidung ab und arbeitete in ihrem Inneren. Bei der Öffnung der Verkleidung bescheinigte Michel Morel ihnen einen schlechten Zustand, eine Staubschicht hatte sich während ihrer Ausstellung in der Bibliothek zwischen 1782 und 1901 angesammelt. Der Moltonschutz, der sie davor hätte schützen sollen, war stellenweise völlig zerstört.
Nach der Ausstellung wurden die Globen wieder in Versailles gelagert, dann in die Cité des sciences et de l’industrie in La Villette (Paris) verlegt. Danach wurden sie anlässlich der Expo 2000 in Hannover erneut ausgestellt, aber haben niemals Paris verlassen: Sie wurden auf Wunsch der Organisatoren der Ausstellung in ihren Pariser Lagern gezeigt, da die Organisatoren nicht das Recht hatten, die Globen in Deutschland auszustellen.
Sie wurden im September 2005 ohne ihr Mobiliar im Grand Palais ausgestellt (siehe Fotos). Nach einer kleinen Restaurierung der Pole im Juni/Juli 2006 wurden die Globen im Ostflügel der Bibliothèque François-Mitterrand aufgestellt und sind seitdem dort der Öffentlichkeit zugänglich, wiederum ohne ihr Mobiliar. Die Abwesenheit des Mobiliars erklärt sich durch die Höhe und das Gewicht des Ensembles.
Sie sind in der Sammlung des Département des cartes et plans der Bibliothèque nationale de France unter den Nummern Ge A 499 et Ge A 500 verzeichnet.
Die Globen sind das Thema einer französischen Briefmarke von 2008.

Die Globen, ausgestellt im Grand Palais in Paris
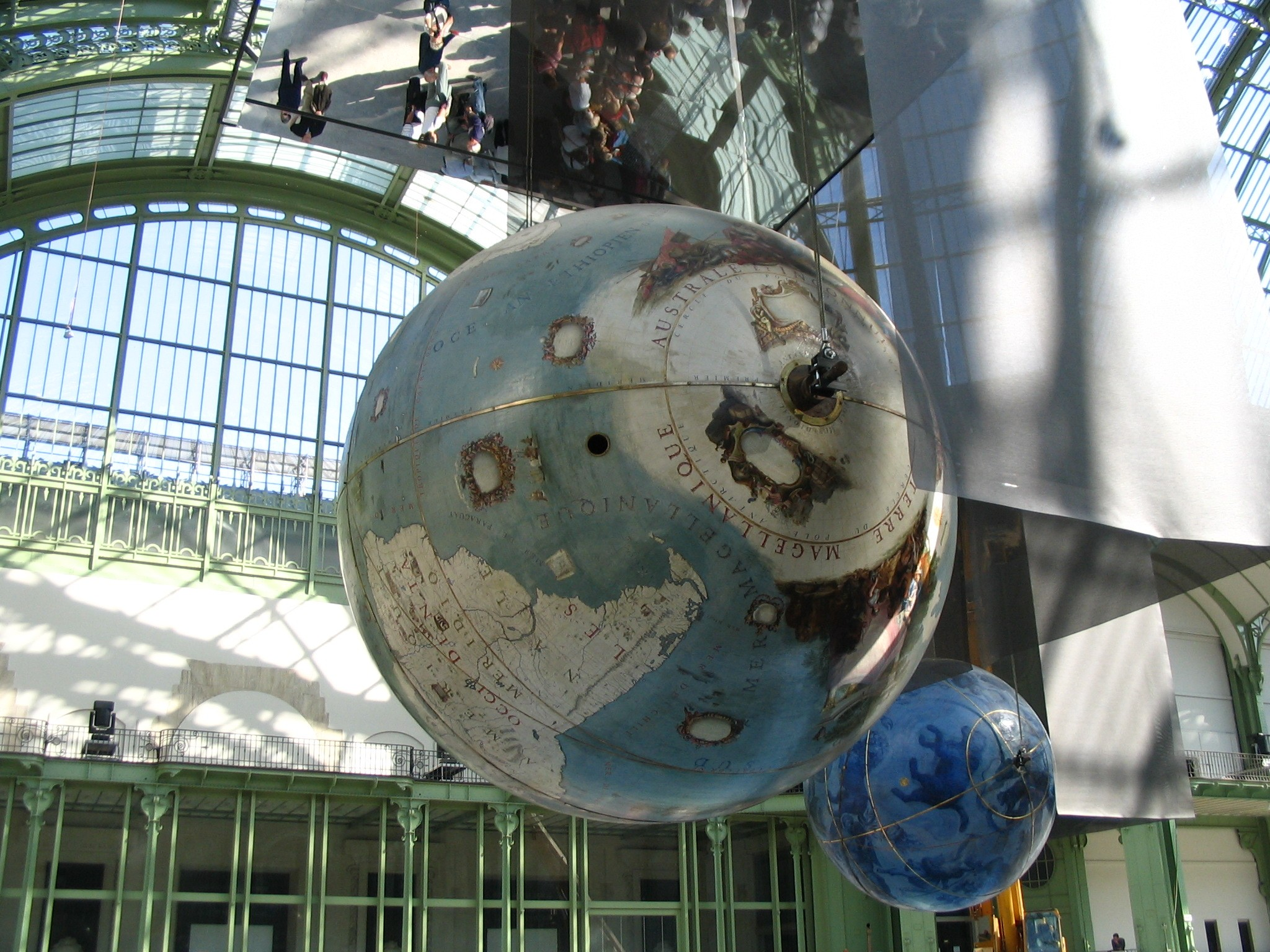
Erdglobus
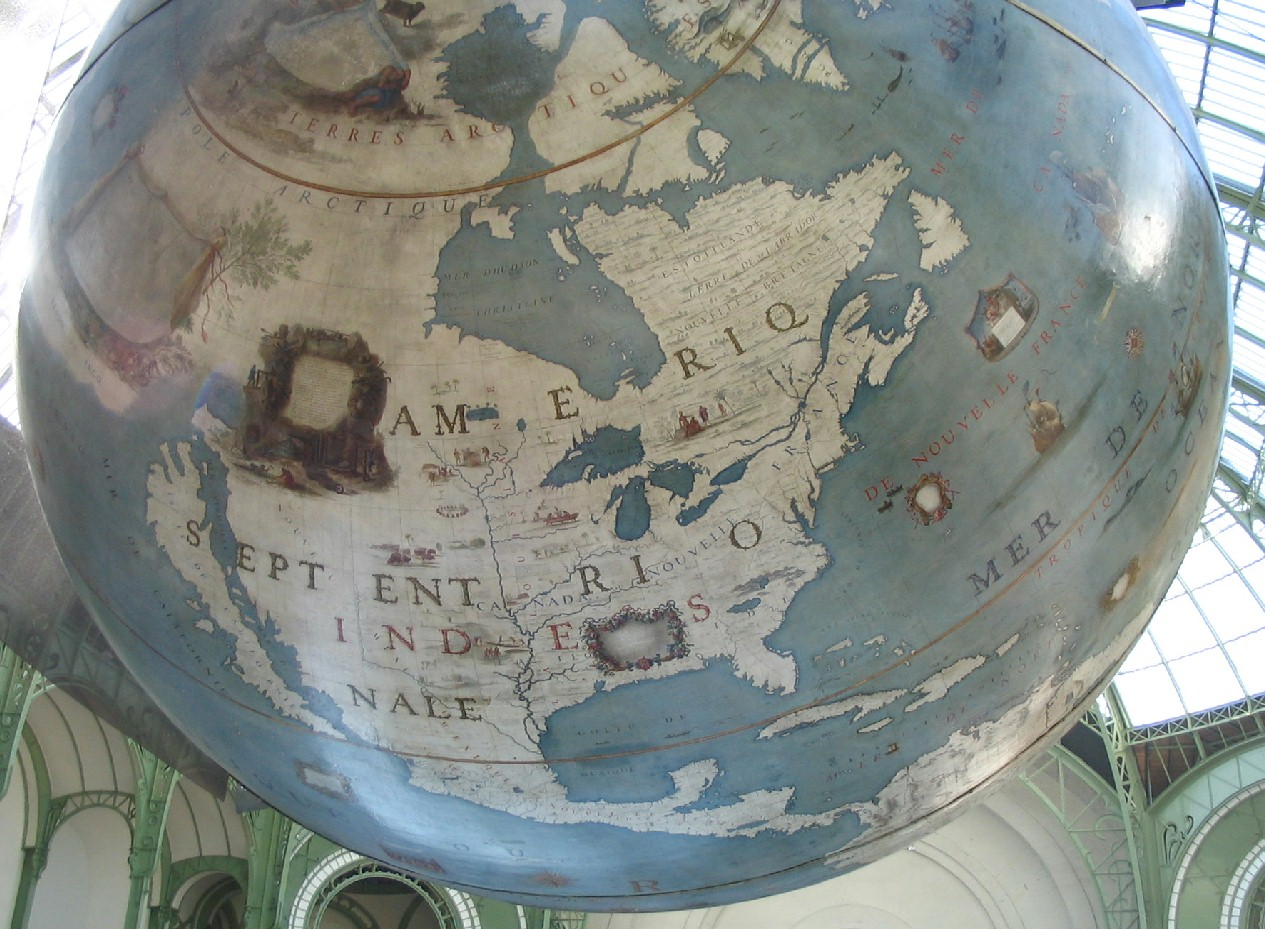
Detail von Nordamerika
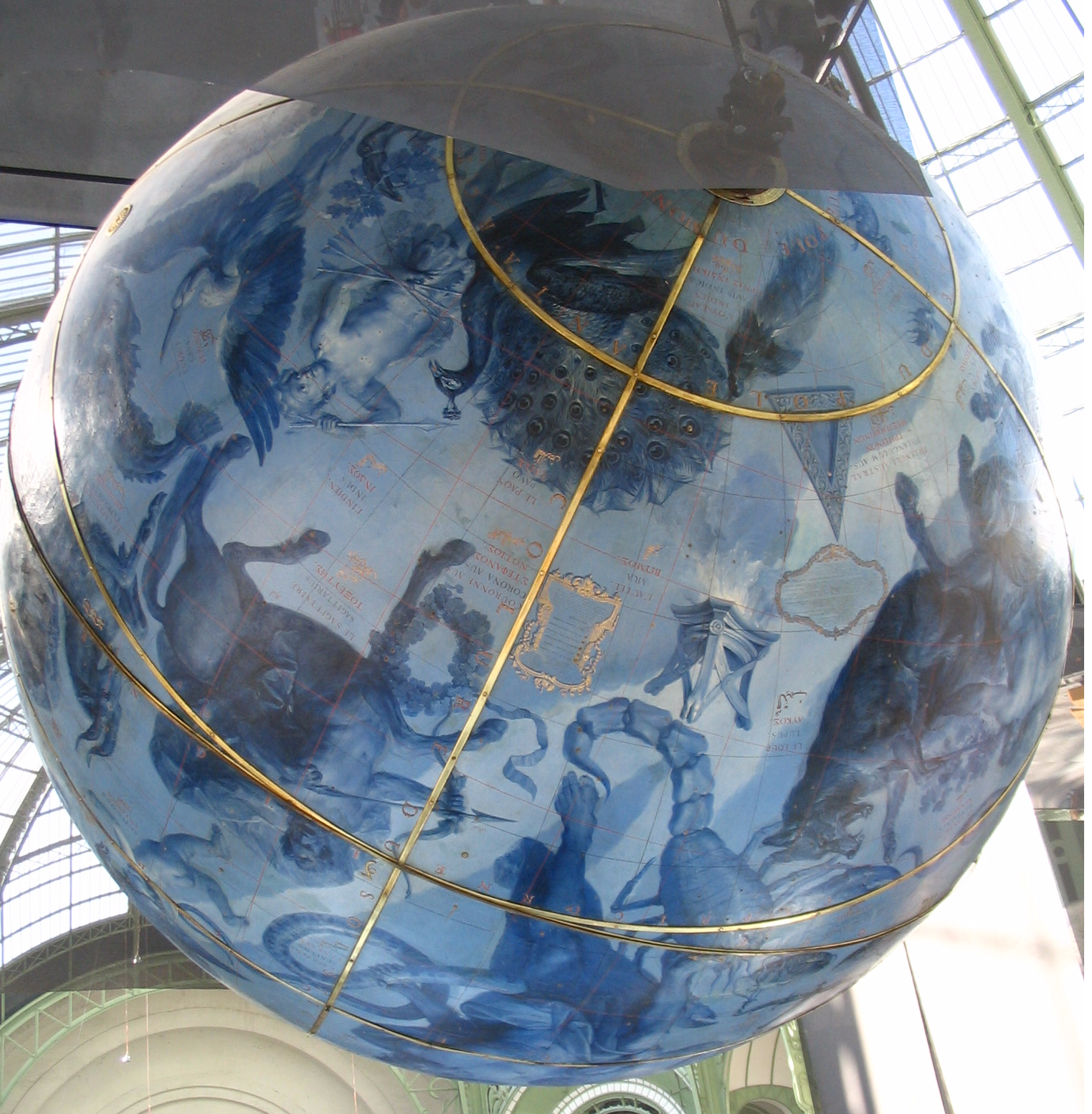
Himmelsglobus
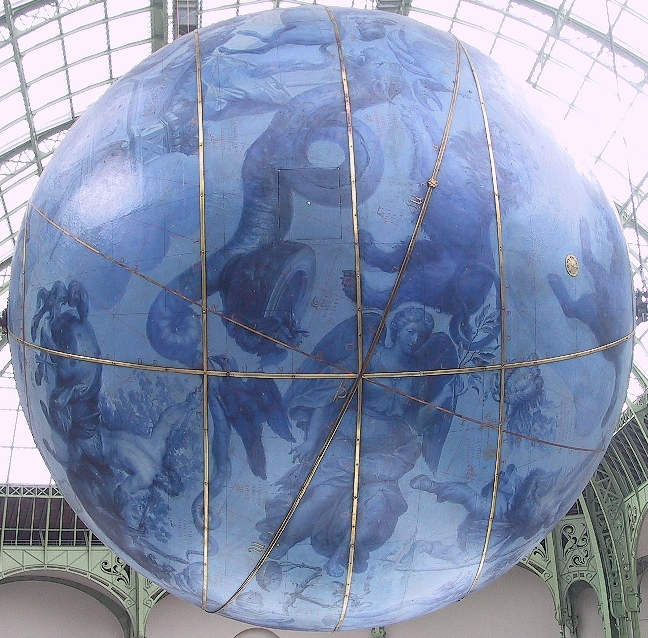
Himmelsglobus

## Beschreibung

### Beschreibung der Globen
Die beiden Kugeln haben einen Durchmesser von 387 Zentimetern und wiegen jeweils etwa 2 Tonnen. Der Durchmesser erreicht 487 Zentimeter, wenn man die Meridiane und die Horizontkreise hinzunimmt. Ihr Gerüst ist aus Holz (vermutlich aus Birne), und mit Leinen umhüllt. Jeder Globus ist mit zwei Klappen ausgestattet: eine zur Besichtigung und eine zur Belüftung.
Das Ausstellungsmobiliar der Globen ist auch von großen Ausmaßen, es trägt das Ensemble in mehr als 8 Metern Höhe. Jedes Mobiliar aus Bronze und Marmor wiegt mehr als fünfzehn Tonnen.

### Beschreibung der Illustrationen

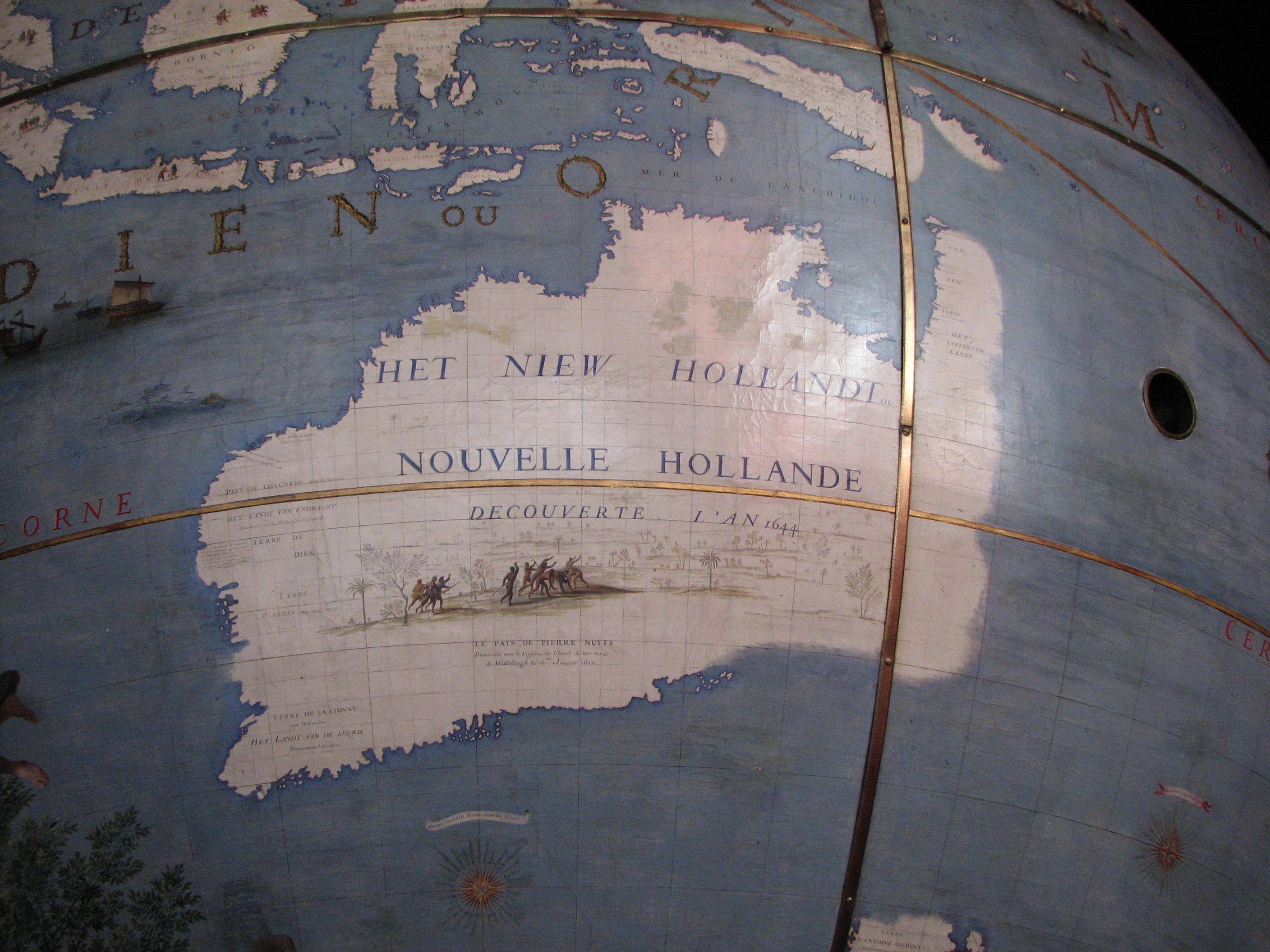
Coronellis Darstellung Australiens (Neu-Holland)

Unter den Bildern, die den Globus illustrieren, wird Jean-Baptiste Corneille zitiert.
Der Globus zeigt die damals bekannte Welt und Kalifornien ist schon verzeichnet, in Form einer Insel. Er weist mehr als 600 Erklärungen auf, die teils sehr lang sind. Mit den Texten und den geographischen Zeichnungen wurden Spezialisten betraut. Die Zeichnung des Mississippi wurde von Jean-Baptiste Franquelin, einem in Québec wirkenden Kartographen, und von Cavelier de La Salle, Erforscher dieser Gegenden, gemacht.
Der Himmelsglobus stellt den Stand der Sterne bei der Geburt Ludwigs XIV. dar. Bemalt und koloriert von Jean-Baptiste Corneille, sind dort die Sternbilder in Form von Fabelwesen, die Sterne und die Planeten gezeigt, dies alles in einem blauen Camaïeu. Die Namen der Sternbilder sind in vier Sprachen ausgeschrieben: Französisch, Latein, Altgriechisch und Arabisch. Sieben Sterne sind nur auf Arabisch benannt. Der Globus zeigt ebenfalls die Bahnen einiger Himmelskörper im Laufe des 17. Jahrhunderts, darunter auch Kometen.
Wir kennen heute die vollständigen Texte der vielen Beschreibungen dank François Le Large, einem der Wächter dieses Schatzes, der zu Beginn des 18. Jahrhunderts alle Inschriften sorgfältig abschrieb, die auf den Globen zu sehen waren. Diese Dokumente waren wertvoll bei der Restauration vor der Ausstellung in Beaubourg 1980.

## Bücher und Filme
- Monique Pelletier, « Les Globes de Louis XIV à Beaubourg », dans Bulletin de la Bibliothèque nationale, Nummer 3, 1980, Seite 142
- Monique Pelletier, « Des globes pour le Roi-Soleil : Les origines des “globes de Marly” », in Revue de la Bibliothèque nationale, Nummer 2, 1981, Seite 80–86
- Monique Pelletier, « Les Globes de Marly, chefs-d'œuvre de Coronelli », dans Revue de la Bibliothèque nationale, Nummer 47, Frühjahr 1993, Seite 46–51
- Michel Morel, Compte rendu sur la remise en état des globes dits de Marly, IGN, Saint-Mandé, 1980
- Collectif, Cartes et Figures de la Terre, Ausstellungskatalog, Centre Georges-Pompidou und Centre de création industrielle, Paris, 1980, 479 p. ISBN 2-85850-058-4, Seite 11–14
- Hélène Richard, Les Globes de Coronelli, Bibliothèque nationale de France et Seuil, Paris, 2006, 78 Seiten ISBN 2-7177-2372-2 |2-02-088141-1
- Coronelli, les globes de Louis XIV : La Terre et le Ciel par Vincenzo Coronelli, Bibliothèque nationale de France und Montparnasse Multimédia, Paris, 1999, CD-ROM + Beiheft ISBN 2-7177-2093-6
- « Les Globes de Coronelli, vision d'un monde, vision d'un monarque », in Mit offenen Karten, präsentiert von Jean-Christophe Victor, realisiert durch Frédéric Ramade, produziert von France Culture und ARTE France, ausgestrahlt im Oktober 2006 auf ARTE